# Festung Maslen nos
Koordinaten: 42° 18′ 28″ N, 27° 47′ 31″ O

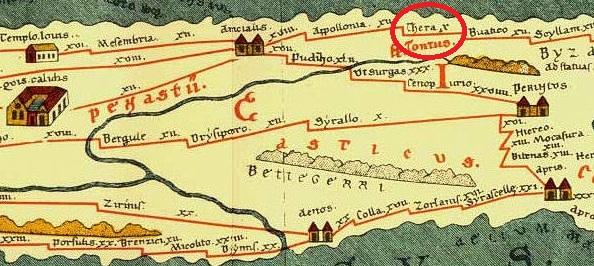
Thera auf der Tabula Peutingeriana (roter Kreis)

Die Festung Maslen nos (bulgarisch крепост Маслен нос krepost Maslen nos) war eine antike und mittelalterliche befestigte Siedlung mit Hafen an der heutigen bulgarischen Schwarzmeerküste. Die Festung befindet sich auf dem gleichnamigen Kap, wo auch die ehemalige römische Wegstation Thera vermutet wird. Sie war Teil der Wehranlagen von Apollonia Pontica. Man nimmt an, dass die Siedlung im Zuge der Barbaren-Einfälle im 5. und 6. Jahrhundert aufgegeben wurde.
In unmittelbarer Nähe befindet sich der religiöse Komplex Beglik Tasch und Reste der antiken Stadt Ranuli.

## Lage
Die Festung nahm den äußersten Rand des Kaps ein, das der südöstlichste Punkt der Hügelkette Meden rid ist. Der Meden rid ist Teil des Strandschagebirges, das auf dem Kap in einer Halbinsel ausläuft (Nord-Süd-Ausdehnung:ca. 4 km; Ost-West-Ausdehnung ca. 3 km) und in das Schwarze Meer vorspringt.
Die Festung befindet sich ca. 7 km nordöstlich vom Primorsko.

## Unterwasserarchäologie
In der kleinen Bucht unmittelbar südwestlich des Kaps lag einer der Häfen der Festung. Dort nahm 1960 die bulgarische Unterwasserarchäologie ihren Anfang; Expeditionsleiter war Iwan Galabow (bulgarisch Иван Гълъбов). Die archäologischen Funde zeigten, dass in dieser kleinen Bucht, die im Windschatten der vorherrschenden Windrichtung lag, bereits im 6. Jahrhundert v. Chr. kleinere Schiffe Zuflucht gesucht haben. Es gibt zahlreiche Funde aus der Spätantike und dem Mittelalter (5. bis 14. Jahrhundert).